# DarkBASIC
DarkBASIC – komercyjny język programowania do tworzenia gier komputerowych, stworzony przez firmę The Game Creators oraz oprogramowanie do jego obsługi. 
Język jest strukturalną formą BASICa, podobną do amigowego Amosa. Głównym atutem pakietu jest obsługa biblioteki DirectX 3D. 
Całość została wydana w roku 2000. Prace nad jego ulepszaniem były kontynuowane do roku 2002, gdy pojawił się następca DarkBASICa - DarkBASIC Professional.

## Przykładowy program
```
 
rem wspólrzedne na srodku ekranu
x=320
y=240

`położenie postaci
px = 0
py = 0

rem synchronizacja
sync on

rem poczatek glownej petli
do

rem czysci ekran w kazdym cylku
cls

` ładuje obraz postaci
load image "gracz.bmp",1

`poruszanie sie postaci
if upkey()=1 then py=py-1
if downkey()=1 then py=py+1
if leftkey()=1 then px=px-1
if rightkey()=1 then px=px+1

` przyporządkowanie postaci do sprite'a
sprite 1,x,y,1

if x < 10 then x = 11
if x > 565 then x = 564

rem aktualizuje ekran
sync

rem koniec petli
loop

```